# 66-й меридіан східної довготи
66-й меридіан східної довготи — лінія довготи, що лежить на 66 градуси східніше Гринвіцького меридіана. Вона проходить від Північного полюса через Північний Льодовитий океан, Азію, Індійський океан, Південний океан та Антарктиду до Південного полюса.
66-й меридіан східної довготи формує велике коло разом із 114-тим меридіаном західної довготи.

## Список географічних об'єктів, що перетинає 66° сх. д.
Починаючи на Північному полюсі та рухаючись до Південного полюса, 66-й меридіан східної довготи проходить через:
| Координати                                                 | Країна, територія або море | Примітки                                                                  |
| ---------------------------------------------------------- | -------------------------- | ------------------------------------------------------------------------- |
| 90°0′ пн. ш. 66°0′ сх. д. / 90.000° пн. ш. 66.000° сх. д.  | Північний Льодовитий океан | Проходить східніше острова Греем-Белл, Земля Франца-Йосифа, Росія         |
| 81°0′ пн. ш. 66°0′ сх. д. / 81.000° пн. ш. 66.000° сх. д.  | Баренцове море             |                                                                           |
| 76°44′ пн. ш. 66°0′ сх. д. / 76.733° пн. ш. 66.000° сх. д. | Росія                      | Нова Земля — проходить через Північний острів                             |
| 75°56′ пн. ш. 66°0′ сх. д. / 75.933° пн. ш. 66.000° сх. д. | Карське море               |                                                                           |
| 69°5′ пн. ш. 66°0′ сх. д. / 69.083° пн. ш. 66.000° сх. д.  | Росія                      |                                                                           |
| 54°37′ пн. ш. 66°0′ сх. д. / 54.617° пн. ш. 66.000° сх. д. | Казахстан                  |                                                                           |
| 42°56′ пн. ш. 66°0′ сх. д. / 42.933° пн. ш. 66.000° сх. д. | Узбекистан                 |                                                                           |
| 38°13′ пн. ш. 66°0′ сх. д. / 38.217° пн. ш. 66.000° сх. д. | Туркменістан               |                                                                           |
| 37°27′ пн. ш. 66°0′ сх. д. / 37.450° пн. ш. 66.000° сх. д. | Афганістан                 |                                                                           |
| 29°47′ пн. ш. 66°0′ сх. д. / 29.783° пн. ш. 66.000° сх. д. | Пакистан                   | Белуджистан                                                               |
| 25°25′ пн. ш. 66°0′ сх. д. / 25.417° пн. ш. 66.000° сх. д. | Індійський океан           |                                                                           |
| 60°0′ пд. ш. 66°0′ сх. д. / 60.000° пд. ш. 66.000° сх. д.  | Південний океан            |                                                                           |
| 67°43′ пд. ш. 66°0′ сх. д. / 67.717° пд. ш. 66.000° сх. д. | Антарктида                 | Проходить через Австралійську антарктичну територію (претендує Австралія) |